# Paola Pérez (nadadora)
Paola Valentina Pérez Sierra (5 de abril de 1991) es una nadadora venezolana. Compitió en el maratón femenino de 10 kilómetros en los Juegos Olímpicos de Río de Janeiro 2016 y en los Juegos Olímpicos de Tokio 2020.
En 2019, compitió en los eventos femeninos de 5 y de 10 kilómetros en el Campeonato Mundial de Natación de 2019en Gwangju, Corea del Sur. En el evento de 5 kilómetros terminó en la posición 39 y en el de 10 kilómetros en la posición 42. El mismo año también compitió en el  en el maratón femenino de 10 kilómetros en los Juegos Panamericanos de 2019 en Lima, Perú, terminando en la 11º posición.